# شطرنج خودکار دوتا
شطرنج خودکار دوتا (به انگلیسی: Dota Auto Chess) یک ماد از بازی دوتا ۲ در سبک استراتژی است. این بازی توسط Drodo Studio توسعه یافته و در ژانویه ۲۰۱۹ منتشر شده که دارای عناصر شطرنج است و از حداکثر هشت بازیکن پشتیبانی می‌کند. محبوبیت این ماد با داشتن بیش از هشت میلیون بازیکن تا ماه مه ۲۰۱۹، منجر به ایجاد سبک auto battler شد که بازی‌های دیگری نیز در این سبک به وجود آمدند. بعدها در سال ۲۰۱۹، Drodo Studio یک نسخه مستقل که فقط به اسم Auto Chess شناخته می‌شود، توسعه داد، در حالی که شرکت ولو، توسعه دهنده دوتا ۲، نسخه مستقل خود به اسم دوتا آندر لرد را توسعه داد.
ماد این بازی تا ماه مه ۲۰۱۹ بیش از ۸٫۵ میلیون مشترک داشت که روزانه بیش از ۳۰۰۰۰۰ بازیکن فعال دارند. یک مسابقات در اوایل مارس ۲۰۱۹ نیز برگزار شد.
محبوبیت شطرنج خودکار دوتا با ایجاد زیرشاخه auto battler خیلی سریع باعث الهام بخشیدن به تعداد زیادی بازی شد. در چین گزارش شد که هشت شرکت در ژانویه ۲۰۱۹ علامت تجاری "Auto Chess" را ثبت کرده‌اند. پس از عدم توافق با ولو، Drodo Studio اعلام کرد که با شرکت تولید چینی Imba TV و Long Mobile جهت ساخت نسخه مستقل موبایل با نام Auto Chess همکاری می‌کند. Auto Chess در تاریخ ۱۵ مارس ۲۰۱۹ معرفی شد که عناصر دوتا را حذف کرده و تنظیمات جداگانه خود را دارد. با پشتیبانی فنی مستقیم ولو، بازیکنان Dota Auto Chess قادر به انتقال حساب‌ها به نسخه موبایل برای دریافت جوایز هستند. در ژوئن ۲۰۱۹، سازنده بازی ریوت گیمز اعلام کرد که لیگ افسانه‌ها هم یک بازی در این سبک به اسم Teamfight Tactics برخوردار خواهد شد. در همان ماه، نسخه مستقل ولو به اسم دوتا آندر لرد به حالت دسترسی زودهنگام برای سیستم عامل‌های PC و تلفن همراه منتشر شد. نسخه ای مبتنی بر قلب‌سنگی: قهرمانان وارکرفت توسط بلیزارد انترتینمنت با عنوان Hearthstone Battlegrounds نیز ساخته شد.